# Малиновка (платформа)
Мали́новка — остановочный пункт Рижского направления Московской железной дороги в городском округе Истра Московской области.
Имеется прямое сообщение на Курское направление. На запад беспересадочное сообщение осуществляется до станции Шаховская, на восток — до станций Москва-Рижская и Тула-1-Курская.
Построена на перегоне Нахабино — Дедовск в 1966 году в связи с появлением в этом районе дачной застройки. Состоит из двух прямых боковых платформ, на второй платформе находится кассовый павильон. Турникетами не оборудована. Относится к пятой тарифной зоне.
Время движения от Рижского вокзала — 58 минут, от Волоколамской — 25 минут.

## Характеристика
Остановочный пункт включает две береговые платформы, оборудованные навесами, между которыми располагаются 2 главных пути Рижского направления МЖД. Северная платформа обслуживает поезда, идущие из Москвы, а южная — в Москву. Платформы соединяет крытый надземный переход. К северу от платформы расположен парк отстоя и экипировки электропоездов МЦД-2 Малиновка станции Нахабино.